# Цада (Кіпр)
Цада — населений пункт в Республіці Кіпр. Спільнота побудовано на середній висоті 615 метрів і отримує середню кількість опадів 610 мм. Спільнота знаходиться приблизно в 10 км від міста Пафос. Через свою висоти Цада має м'який клімат. Спільнота складається з близько 1000 жителів. Цада межує на північному сході з селами Каллепія (3,5 км) в Летімбу (6 км) і Полеми (8 км). Південь з'єднаний з селом Арму (6 км). Південний захід асоціюється з монастирем Тала і Агіос Неофітос.

## Клімат
| Клімат Цада, Кіпр (590 m) | Клімат Цада, Кіпр (590 m) | Клімат Цада, Кіпр (590 m) | Клімат Цада, Кіпр (590 m) | Клімат Цада, Кіпр (590 m) | Клімат Цада, Кіпр (590 m) | Клімат Цада, Кіпр (590 m) | Клімат Цада, Кіпр (590 m) | Клімат Цада, Кіпр (590 m) | Клімат Цада, Кіпр (590 m) | Клімат Цада, Кіпр (590 m) | Клімат Цада, Кіпр (590 m) | Клімат Цада, Кіпр (590 m) | Клімат Цада, Кіпр (590 m) |
| Показник                  | Січ.                      | Лют.                      | Бер.                      | Квіт.                     | Трав.                     | Черв.                     | Лип.                      | Серп.                     | Вер.                      | Жовт.                     | Лист.                     | Груд.                     |                           |
| Середній максимум, °C     | 13                        | 13,5                      | 15,4                      | 19,2                      | 23,4                      | 28,0                      | 30,7                      | 31,0                      | 27,9                      | 24,0                      | 19,4                      | 15,1                      |                           |
| Середній мінімум, °C      | 5,6                       | 5,3                       | 6,4                       | 9,0                       | 12,5                      | 16,5                      | 18,6                      | 19,2                      | 16,5                      | 13,5                      | 10,1                      | 7,1                       |                           |
| ------------------------- | ------------------------- | ------------------------- | ------------------------- | ------------------------- | ------------------------- | ------------------------- | ------------------------- | ------------------------- | ------------------------- | ------------------------- | ------------------------- | ------------------------- | ------------------------- |